# Macrosiphoniella sibirica
Macrosiphoniella sibirica är en insektsart. Macrosiphoniella sibirica ingår i släktet Macrosiphoniella och familjen långrörsbladlöss. Inga underarter finns listade i Catalogue of Life.